# Polish Open 2017
Die Polish Open 2017 im Badminton fanden vom 23. bis zum 26. März 2017 in Warschau statt.

## Sieger und Platzierte
| Disziplin    | Gold                                  | Silber                       | Bronze                             |
| ------------ | ------------------------------------- | ---------------------------- | ---------------------------------- |
| Herreneinzel | Tan Jia Wei                           | Ygor Coelho                  | Toby Penty                         |
| Herreneinzel | Tan Jia Wei                           | Ygor Coelho                  | Michał Rogalski                    |
| Dameneinzel  | Yui Hashimoto                         | Lee Ying Ying                | Evgeniya Kosetskaya                |
| Dameneinzel  | Yui Hashimoto                         | Lee Ying Ying                | Hana Ramadhini                     |
| Herrendoppel | Łukasz Moreń Wojciech Szkudlarczyk    | Alexander Dunn Adam Hall     | Liao Min-chun Su Ching-heng        |
| Herrendoppel | Łukasz Moreń Wojciech Szkudlarczyk    | Alexander Dunn Adam Hall     | Liu Wei-chen Tseng Min-hao         |
| Damendoppel  | Yulfira Barkah Meirisa Cindy Sahputri | Chang Hsin-tien Chien Hui-Yu | Sanjana Santosh Arathi Sara Sunil  |
| Damendoppel  | Yulfira Barkah Meirisa Cindy Sahputri | Chang Hsin-tien Chien Hui-Yu | Tereza Švábíková Kateřina Tomalová |
| Mixed        | Robert Mateusiak Nadieżda Zięba       | Tseng Min-hao Ling Fang-hu   | Chang Ko-chi Chang Hsin-tien       |
| Mixed        | Robert Mateusiak Nadieżda Zięba       | Tseng Min-hao Ling Fang-hu   | Po Li-wei Chang Ching-hui          |